# Pierre Legarth
Pierre Legarth (født 24. februar 1966) er en dansk ejendomsinvestor, som er bosat i Kolding. Pierre Legarth er oprindeligt udlært autolakerer og stiftede i en alder af 19 år sin første virksomhed, firmaet pierre.dk Autolakering A/S.

## pierre.dk Autolakering A/S
pierre.dk Autolakering A/S blev grundlagt af Pierre Legarth i 1985. Op gennem 1990'erne og 2000'erne voksede pierre.dk Autolakering A/S til at blive Europas største autolakeringskæde. Koncernen blev i 2016 solgt til den tyske koncern Intelligent Repair Solutions Group fra Hamburg. Pierre Legarth er fortsat bestyrelsesformand i lakkoncernen.

## Pierre Ejendomme A/S
Pierre Legarth har siden 2000 opbygget Kolding-virksomheden Pierre Ejendomme A/S, der er et ejendomsinvesteringsselskab. Ved indgangen til 2017 købte Pierre Legarth virksomheden Lasse Larsen Byggefirma, der siden skiftede navn til Lasse Larsen Huse.

## Øvrige poster og udmærkelser
Pierre Legarth blev i februar 2018 den første modtager af Kolding Kommune/Business Koldings ærespris, Hercules, der går til en person, der har gjort en særlig indsats for Kolding.
I efteråret 2018 blev Pierre Legarth valgt til repræsentantskabet hos energiselskabet Ewii og blev siden medlem af EWIs bestyrelse.
I foråret 2019 blev Pierre Legarth valgt som formand for foreningen Business Koldings bestyrelse. Legarth var formand til og med 2020.
Ultimo 2020 blev Pierre Legarth kåret som Årets Ejerleder 2020.

## Privat
I perioden fra 1995 til 2003 kørte Pierre Legarth banerace som semiprofessionel racerkører i DTC klassen, hvor han i 1999 opnåede en tredjeplads ved de danske mesterskaber (DM). Året efter fik han en fjerdeplads ved DM, hvor han blandt andet kørte på hold med Jason Watt for Peugeot Danmark. I 2003 blev han nummer tre ved DM for privatkørere. Denne gang foregik racerløbene i BMW for Team Essex sammen med John Nielsen og Casper Elgaard i DTC-klassen.
Pierre Legarth er søn af tidligere racerkører Jens Christian Legarth, der grundlagde Ring Djursland.